# Ян Режняк
Ян Режняк (словац. Ján Režňák; 14 квітня 1919 — 19 вересня 2007) — найуспішніший льотчик-ас Словацьких повітряних сил, які воювали на боці Німеччини проти СРСР, здобув 32 повітряних перемоги.

## Біографія
Син столяра. Після закінчення школи займався в аероклубі на братиславському аеродромі Вайнори, пізніше продовжував в 3-му винищувальному полку імені Штефаника в Спішській Новій Весі.
Після розпаду Чехословаччини в березні 1939 року полк переходить до армії Словацької держави. Ян Режняк був переведений в П'єштяні в ескадрилью № 13. 3 липня 1941 року ескадрилья, озброєна 11 застарілими біпланами Авіа B-534, була переведена в Самбір, потім до Львова і Чортків. Тут вони проводять розвідувальні польоти.
15 серпня 1941 року ескадрилья після втрат переводиться назад в П'єштяні. 25 лютого 1942 року Режняк, разом з 17 іншими льотчиками, був перекваліфікований на Мессершмітт Bf.109. 27 жовтня 1942 року Режняк був переведений в Майкоп. 17 січня 1943 року над селом Смоленське він збив свій перший літак — І-153. До 6 липня 1943 року Режняк воював на Кубані, потім повернувся до Словаччини, де ескадрилья № 13 повинна була охороняти Братиславу від нальотів американської авіації.
У 1944 році Режняк відмовився брати участь в антинацистському Словацькому Народному Повстанні, але одночасно відкинув пропозицію німців стати пілотом люфтваффе. У 1945 році був заарештований, але відразу ж звільнений.
Після війни залишився в армії, але в 1948 році був звільнений з армії, залишався авіаінструктором. У 1951 році був звільнений і вже життя працював як конструктор в Поважській Бистриці і П'єштяні. Вийшов на пенсію в 1979 році, до своєї смерті проживав в Пєштяні. Після 1989 року намагався домогтися повної реабілітації, але безуспішно.

## Нагороди

### Словаччина
- Нагрудний знак пілота (Словаччина)
- Медаль «За військові заслуги» (Словаччина)
- Медаль «За хоробрість» (Словаччина)
  - бронзова (1943)
  - срібна (1943)
  - золота (1944)
- Орден Хреста Перемоги
  - золота медаль (1944)
  - 2-го класу
- Пам'ятний знак «За похід проти СРСР» 1-го класу

### Третій Рейх
- Залізний хрест
  - 2-го класу (23 січня 1943)
  - 1-го класу (29 квітня 1943)
- Авіаційна планка винищувача в золоті (10 травня 1943)
- Почесний Кубок Люфтваффе (9 серпня 1943)
- Німецький хрест в золоті (27 вересня або 17 жовтня 1943)

### Незалежна Держава Хорватія
- Нагрудний знак пілота (Хорватія)
- Срібна медаль Корони короля Звоніміра